# Bilal Said Al-Azma
Bilal Said Mabrouk Al-Azma (arab. ‏بلال سعيد مبروك العظمة‎, ur. 23 lutego 1955) – saudyjski lekkoatleta, sprinter.
Brał udział w sztafecie 4 × 100 metrów i w skoku w dal na Letnich Igrzyskach Olimpijskich 1972.